# Sphaerochthonius litoralis
Sphaerochthonius litoralis is een mijtensoort uit de familie van de Sphaerochthoniidae. De wetenschappelijke naam van de soort is voor het eerst geldig gepubliceerd in 2003 door Schatz.